# Victor Chandler Twitty
Pour les articles homonymes, voir Twitty.
Victor Chandler Twitty est un embryologiste et herpétologiste américain, né le 5 novembre 1901 à Loogootee dans le Comté Martin (Indiana) et mort le 22 mars 1967.

## Biographie
Il passe son enfance dans le sud de l’Indiana avant d’entrer dans le Butler College à Indianapolis où il reçoit le Bachelor of Arts en 1925. Il entre, un peu par hasard dit-il lui-même, au département de zoologie de l’université Yale, alors dirigée par Ross Granville Harrison (1870-1959). Twitty commence alors à travailler sur le développement embryonnaire.
Il reçoit son doctorat à Yale en 1929. Il travaille comme instructeur dans cette même institution de 1929 à 1931. Il passe une année comme boursier à l'Institut Kaiser-Wilhelm de Berlin. Twitty devient professeur assistant de biologie à l’université Stanford où il continue ses recherches sur les facteurs régulants la forme et la taille des organes, la croissance et l’interaction entre cellules et tissus. Outre ses travaux sur le développement embryonnaire, il fait de nombreuses observations de terrain, notamment sur la spéciation et l’écologie des salamandres de Californie, animaux qu’il utilise pour ses recherches. Il se marie avec Florence Eveleth le 3 août 1934, ils auront quatre enfants.
Twitty devient membre de la National Academy of Sciences, de l’American Academy of Arts and Sciences et de nombreuses autres sociétés savantes. De 1948 à 1963, il dirige le département des sciences biologiques de Stanford et devient, en 1964, titulaire de la chaire Herzstein en 1964, fonction qu’il conserve jusqu’à sa mort.

## Source
- (en) [PDF] Biographie sur le site de l’université Stanford signée par J.F. Oliphant, D. Kennedy et B.M. Page